# Las Pilas-Mojácar la Vieja
La zona arqueológica de Las Pilas-Mojácar la Vieja integra dos yacimientos limítrofes, en Mojácar, provincia de Almería, España. Es Bien de Interés Cultural.

## Las Pilas
El asentamiento calcolítico de Las Pilas ha sido objeto de tres intervenciones arqueológicas, que han permitido establecer una secuencia cultural que se inicia en el Cobre Antiguo, perdurando durante el Cobre Medio, hasta alcanzar el Cobre Final, momento en el que se abandona el poblado. Si bien, su patrón de asentamiento es similar al de otros poblados de esta época (en un espolón amesetado que avanza hasta el río Aguas y limitado por dos barrancos que lo individualizan y aíslan en cierto modo del entorno inmediato), su extensión, potencia estratigráfica y características de las estructuras conservadas lo diferencian de las demás.
La extensa ocupación en el tiempo y en el espacio nos ha legado un asentamiento de gran riqueza tanto estructural como de cultura material.
Las intervenciones arqueológicas realizadas han puesto de manifiesto una potencia estratigráfica superior a los 3 metros y han permitido documentar viviendas de planta circular similares a las de otros asentamientos de esta época, así como la existencia de una importante estructura de fortificación, con un muro en talud de forma curvilínea, conservándose con un alzado superior a 1 metro.

## Mojácar la Vieja
Limitando el asentamiento calcolítico por el NO, encontramos Mojácar la Vieja, un cerro de laderas muy inclinadas que domina la vega del río Aguas.
Su privilegiada situación geográfica favoreció la ocupación desde época prehistórica, documentándose en sus laderas material cerámico de esta época. No obstante, los restos arqueológicos más interesantes conservados pertenecen a época histórica, cuando el cerro fue ocupado por las primeras comunidades islámicas.
La cima del cerro está coronada por un aljibe de grandes dimensiones, extendiéndose las viviendas, de una forma escalonada, por la ladera sur.
Dado que la información que facilitan las fuentes escritas sobre la Mojácar musulmana es escasa, la protección y estudio de este asentamiento puede permitirnos obtener interesantes datos urbanísticos, arquitectónicos, etc., de las primeras comunidades islámicas asentadas en el Levante Almeriense, sobre todo si consideramos que a partir de mediados del siglo IX y hasta mediados del siglo XIII se produce un abandono paulatino de este asentamiento y un traslado de la población a la actual, no habitándose con posterioridad y, por tanto, no sufriendo alteraciones por superposiciones urbanísticas.
En julio de 2018 se realizó una primera campaña de excavación en el yacimiento por un equipo de la Universidad de Granada bajo el patrocinio del ayuntamiento de Mojácar. Durante la intervención se descubrieron una serie de estructuras de habitación en las laderas y la cumbre del cerro, correspondientes a la última ocupación de los siglos XII y XIII antes del traslado a la actual Mojácar.
Al suroeste de este cerro, en el paraje de la Era del Lugar, se extiende una necrópolis datada entre los siglos XII y XIII vinculada al asentamiento de Mojácar la Vieja hallada por la excavación arqueológica de urgencia realizada en 1990 ante la edificación de una parcela situada en las inmediaciones del yacimiento hispano-musulmán.

## Justificación de la inclusión
Las características singulares de los yacimientos que integran la zona arqueológica de "Las Pilas-Mojácar la Vieja", expuestas anteriormente y la actual clasificación del suelo de la mayor parte del área delimitada como zona arqueológica, suelo no urbanizable, destinada a regadío y cultivos forzados, que podría incidir negativamente en la conservación de esta, justifican su declaración como bien de interés cultural. No obstante, la delimitación planteada de bien se considera suficiente para su protección, no precisándose la fijación de un entorno.
Mojácar

## Delimitación
La norma legal que ampara este bien establece con precisión la delimitación del área protegida y aporta un plano.